# Cernavodă

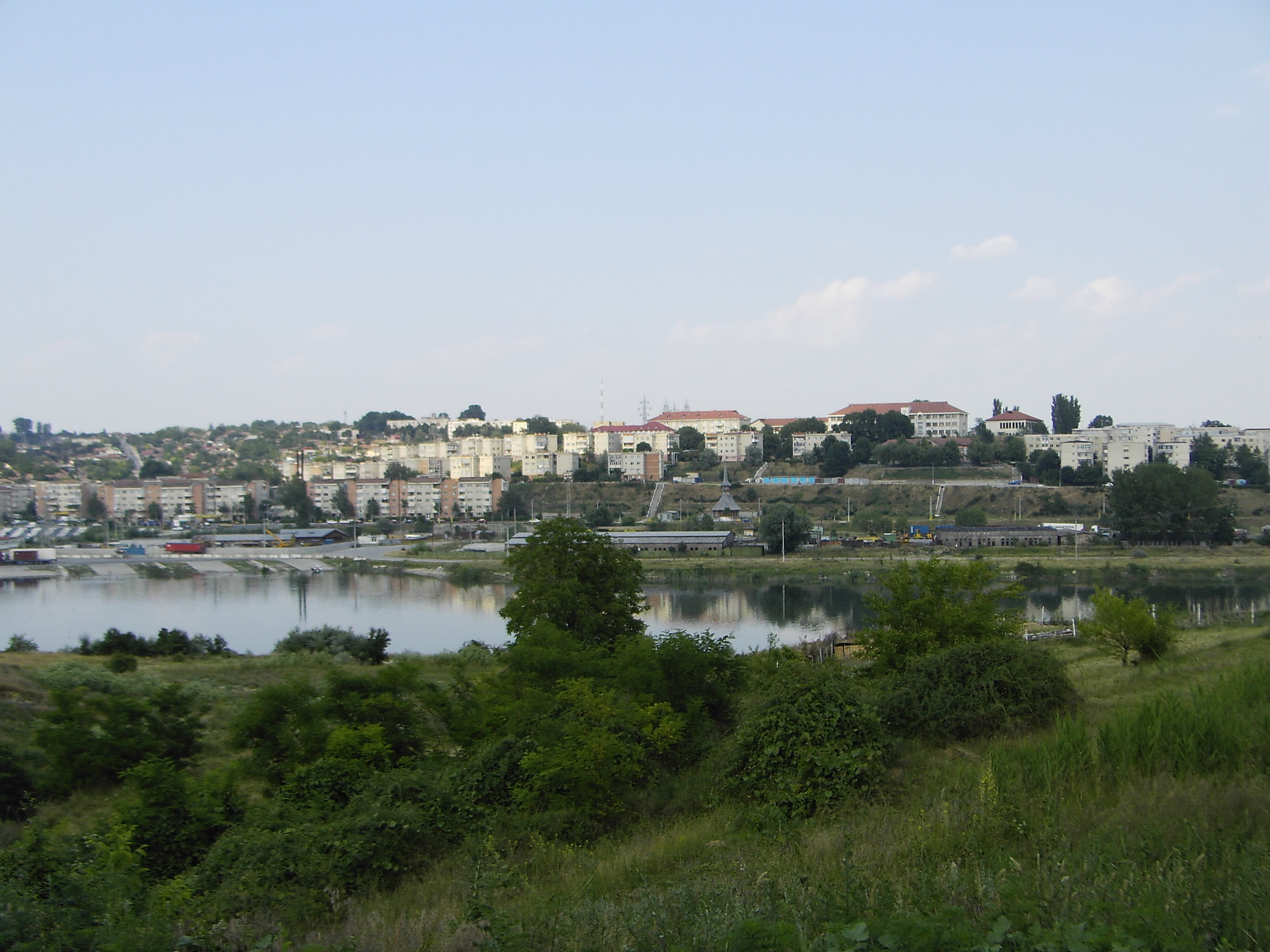
Cernavodă

Cernavodă (Ausspracheⓘ) ist eine Stadt in Rumänien in der Region Dobrudscha, Kreis Constanța. Cernavodă hat ca. 17.000 Einwohner (2011) und liegt an der Donau am Beginn des Donau-Schwarzmeer-Kanals.
Der Name der Stadt stellt die rumänische Schreibung des bulgarischen черна вода (tscherna woda) dar, was „schwarzes Wasser“ bedeutet, der bulgarische Name lautet bis heute so. Historische bzw. anderssprachige Namen der Stadt sind thrakisch Axiopa, altgriechisch Ἀξιούπολις Axioúpolis und türkisch Boğazköy.

## Lage
Die Stadt ist an die rumänische Autobahn A2 zwischen Bukarest und Constanța angebunden. Zwischen 1890 und 1895 entstand nach Plänen des Ingenieurs Anghel Saligny eine erste Eisenbahnbrücke über die Donau, die mit mehr als vier Kilometern seinerzeit die längste Brücke in Europa war. Sie erhielt zunächst den Namen Carol-I.-Brücke nach dem rumänischen Herrscher, später bekam sie ihren Namen nach dem Ingenieur: Anghel-Saligny-Brücke. 1987 wurde die Brücke durch die unmittelbar daneben gebaute Cernavodă-Brücke abgelöst.
Das Kernkraftwerk Cernavodă ist das einzige Kernkraftwerk in Rumänien.

## Geschichte
Die Stadt ist Fundort der charakteristischen Terrakotten der Hamangia-Kultur (4800–4300 v. Chr.) und Namensgeber der späteren Cernavodă-Kultur (4000–3200 v. Chr.).
In der Antike existierte hier die Stadt Axiopolis (altgriechisch Ἀξιούπολις Axioupolis), welche am Donauweg von Troesmis über Durostolum und Novae nach Viminatium und Sirmium führte. In der Nähe verlief auch die Via Pontica. Der ursprüngliche dakische Name der Stadt war Axíopa, er bedeutet ebenfalls „schwarzes Wasser“.

## Persönlichkeiten
- Iosipos Moisiodax (1725–1800), griechischer Lehrer, Schriftsteller und Übersetzer